# Předvoj (odbojová organizace)

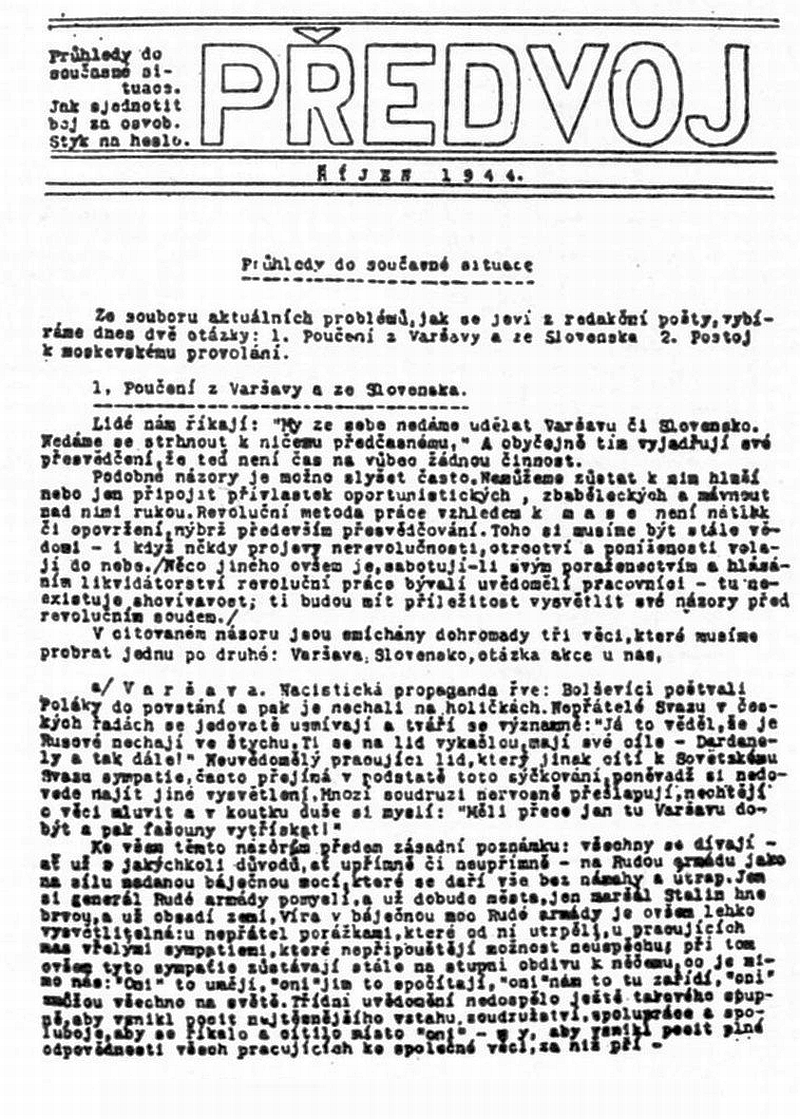
Titulní strana ilegálního časopisu Předvoj (říjen 1944)

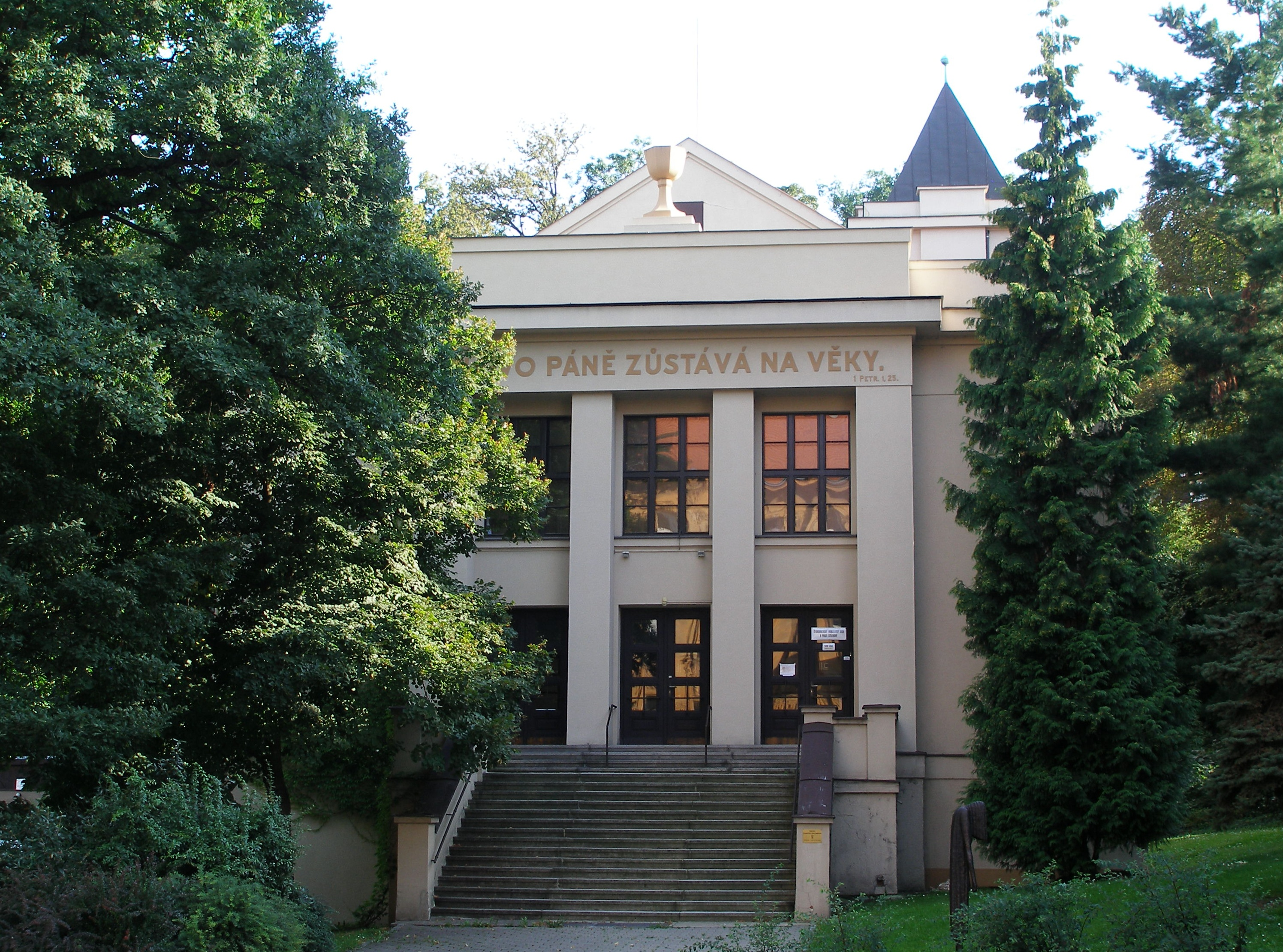
Budova smíchovského sboru Českobratrské církve evangelické

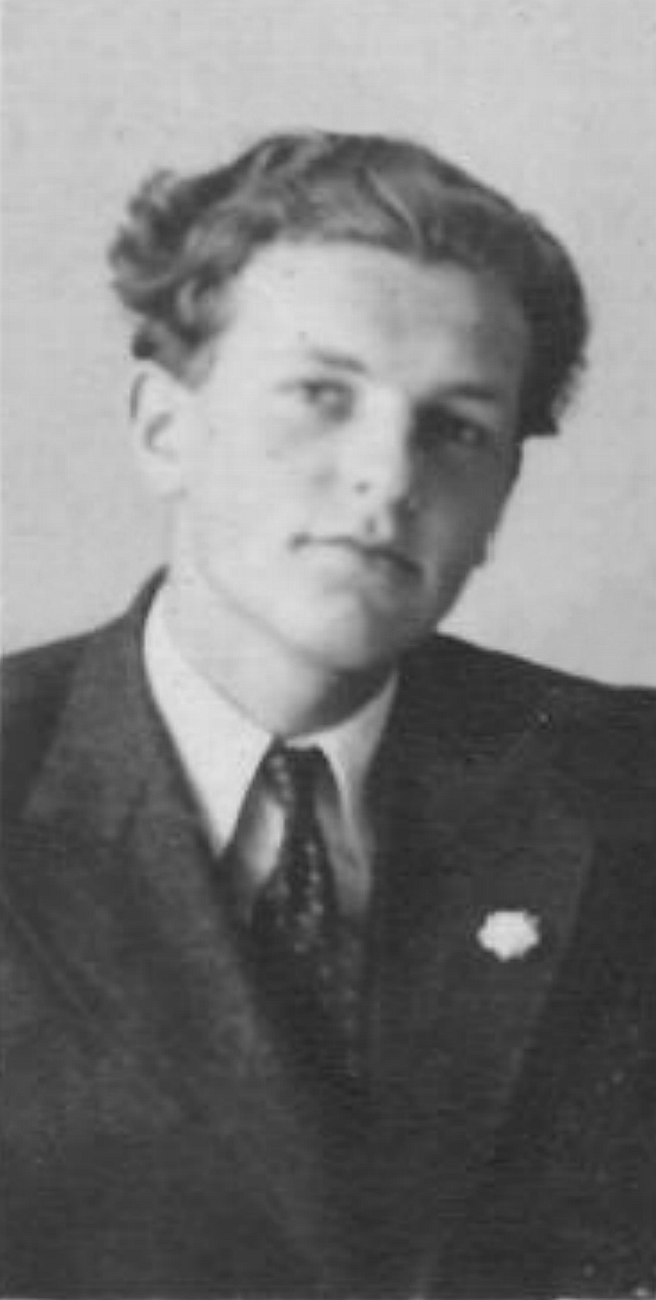
Karel Hiršl – vůdce odbojové skupiny Předvoj

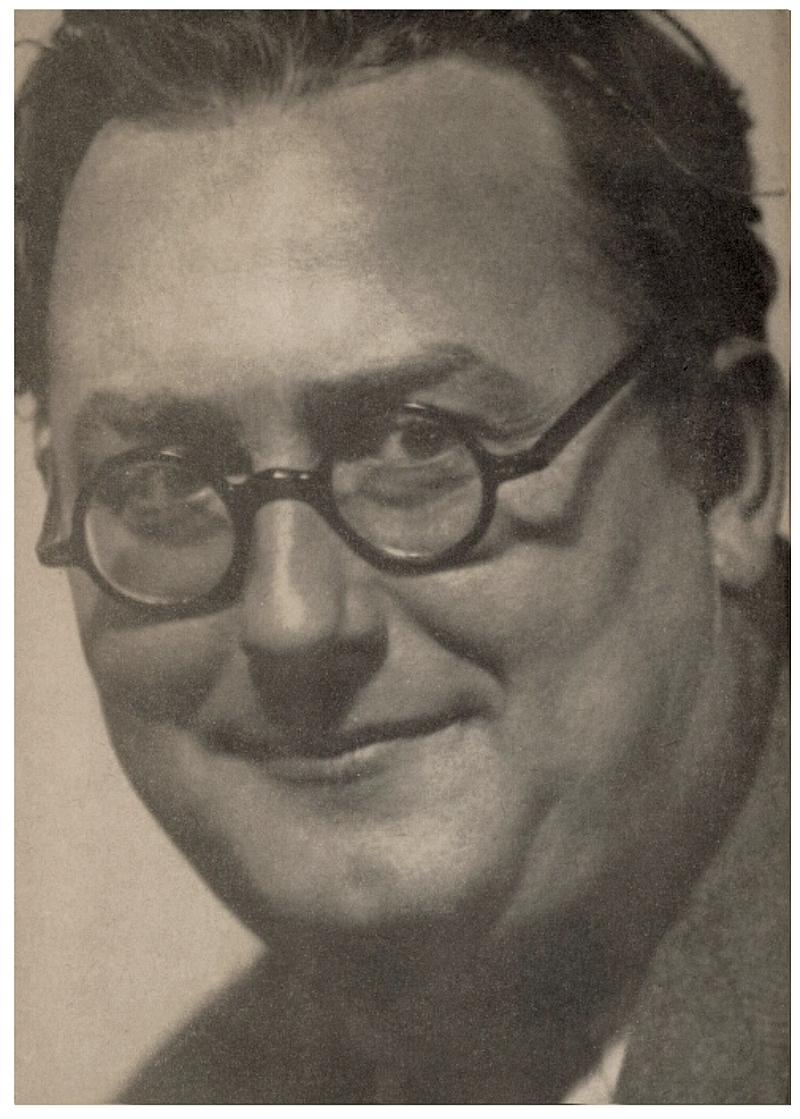
Vincy Schwarz

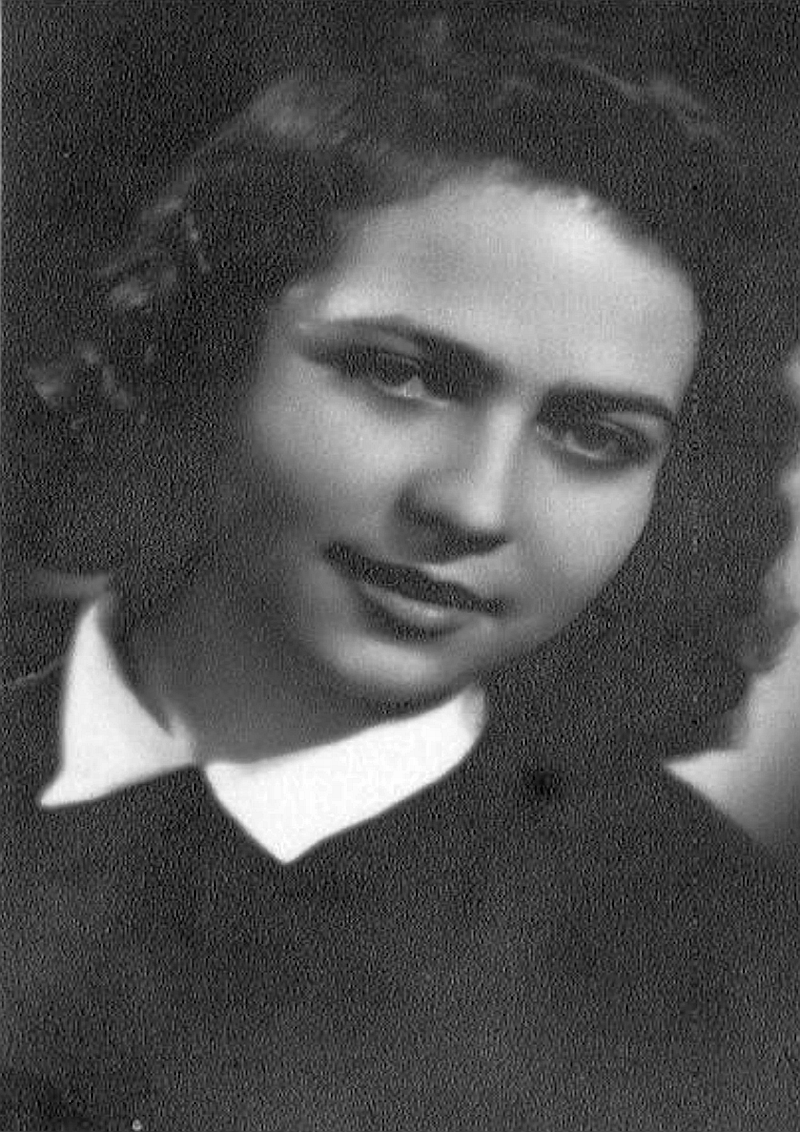
Želmíra Kálalová

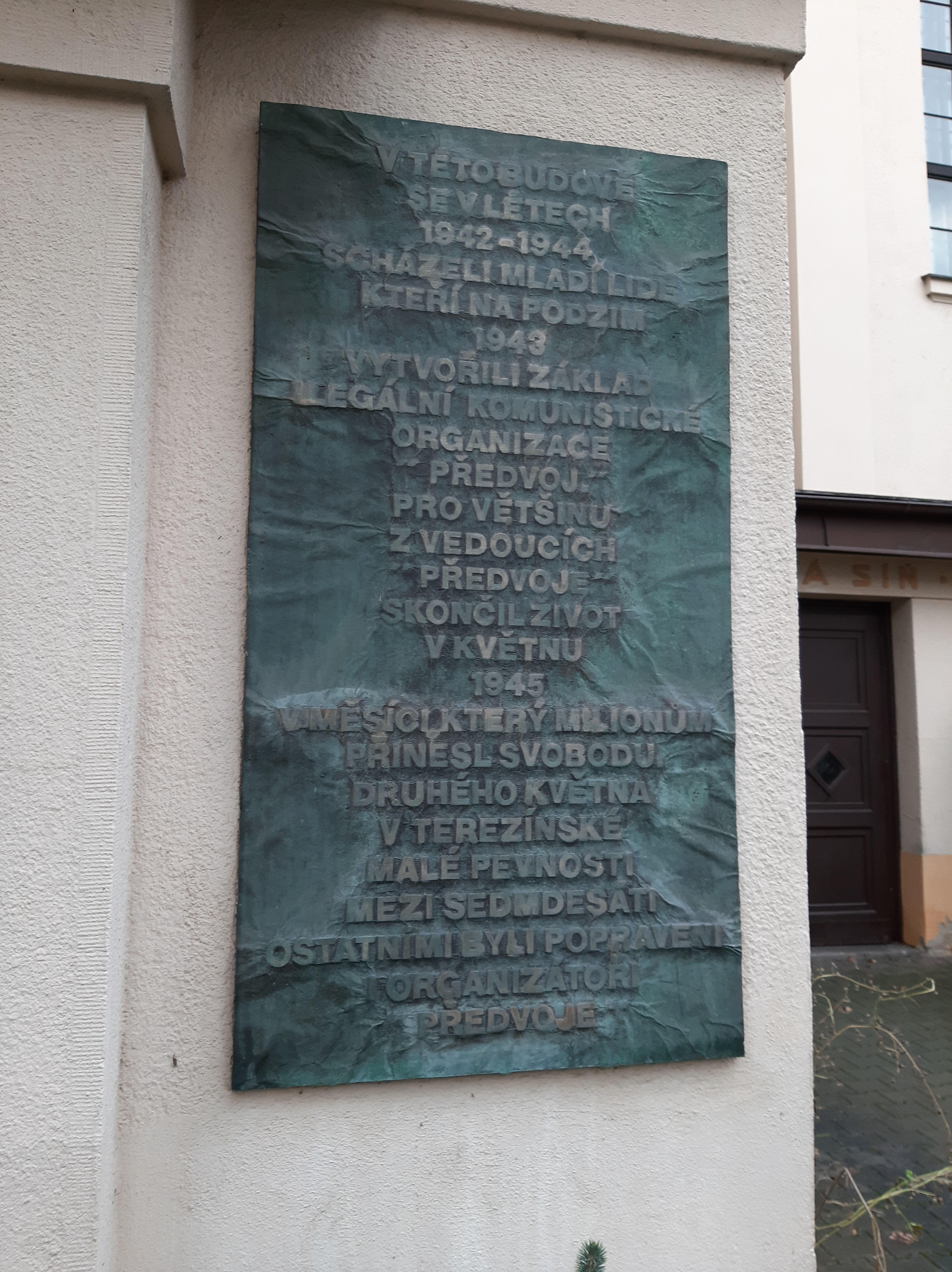
Pamětní deska na smíchovském kostele

Předvoj byla protifašistická odbojová organizace zvl. mládeže orientovaná komunisticky, která působila v letech 1943–1945 v Protektorátu Čechy a Morava.

## Historie
Myšlenka založení odbojové skupiny vznikla mezi mladými, kteří se v období Protektorátu scházeli v evangelickém sboru v Praze na Smíchově. Byli to většinou absolventi gymnázia, pro které tyto schůzky byly téměř jedinou množností, jak společně studovat a vyměňovat si názory. Jádrem skupiny byli tři přátelé Karel Hiršl, Václav Dobiáš a Jiří Staněk. K nim se později připojil i Hiršlův přítel z táborů Ymky Jan Mojžíš, který se přestěhoval z Brna do Prahy. V začátcích měl na skupinu velký vliv čtyřicetiletý německý antifašista, všestranně vzdělaný Vincy Schwarz, překladatel děl Karla Čapka a přítel Vladislava Vančury. Ten byl však zatčen gestapem a po krátké vyšetřovací vazbě 30. června 1942 zastřelen. Tato událost těžce dolehla na mladé z evangelického kroužku, o to víc však v nich posílila touhu postavit se vzrůstajícímu násilí. Pod vlivem levicově orientovaných přátel a zakázaných knih se začali seznamovat s komunistickou literaturou a komunistickým hnutím. Kroužek se rozrůstal, na podzim 1942 přibyl mladý učitel Jaromír Mrkos. Odhodlání „začít něco dělat“ vykrystalizovalo v červnu 1943. K prvním pěti se přidaly ještě dvě dívky – sestry Želmíra a Nataša Kálalovy, dále Karel Kosík a čtveřice čerstvých maturantů Radovan Richta, Antonín Růžek, Karel Šmirous a Jiří Vrba, o něco později ještě přesvědčení komunisté Jevgenij Šesták a Kamil Zoufalý. I když v Předvoji neexistovala funkce předsedy, byl od začátku uznávaným vůdcem Karel Hiršl, mimořádně vzdělaný a schopný organizátor. Členství ve skupině všichni chápali jako svobodně přijatý závazek. Hned v počátcích byly vypracovány podrobné zásady konspirace, tak dokonalé, že se gestapu dlouho nepodařilo odhalit organizační strukturu ani členy vedení.
Záhy se organizace rozrůstala, plánovitě navazovala spolupráci s malými roztříštěnými odbojovými skupinami na celém území Protektorátu. Velikou posilou pro Převoj byl nejstarší člen vedení, čtyřicetiletý dentista ze Strakonic Edmund Trachta, který práci v odboji obětoval všechny své síly, majetek, a nakonec i život. Byl neúnavný v navazování kontaktů, získávání finančních prostředků a potřebného materiálu, doslova „vykouzlil“ např. cyklostyl, vysílačku, dynamit i zbraně.
V programových zásadách se praví, že „Revoluční skupina Předvoj (RSP) je organizace komunistických revolučních pracovníků, vytvořená v ilegalitě na území Čech a Moravy seskupením několika zbytků organizací KSČ, doplněných novými pracovníky, kteří za fašistické okupace dospěli ke komunistickému uvědomění a sdružili se kolem časopisu Předvoj.“ Již toto prohlášení ukazuje zvláštnost Předvoje – na rozdíl od většiny odbojových skupin, které byly organizovány „shora“ především ilegálními ústředními výbory KSČ, vznikl Předvoj „zdola“, na základě studia a rozhodnutí mladých, kteří nebyli organizováni v komunistické straně a cestu k ní teprve hledali: „Jakmile poměry dovolí, přestane RSP jako celek existovat a splyne s ostatními komunistickými skupinami ve straně centralizované do všech důsledků“ (programové prohlášení).
S novým rokem 1944 se členové skupiny rozhodli, že budou pravidelně vydávat časopis Předvoj, instrukční měsíčník pro členy, který dal organizaci jméno. Redakce a technické zázemí byly svěřeny Jiřímu Staňkovi, kolportáž Jaromíru Mrkosovi. Problémy byly především s „technickým zázemím“ – získáváním materiálu, od cyklostylu po papír. Hodně pomohl Edmund Trachta, který mnoho potřebných věcí opatřil a také sám převážel vytištěná čísla vlakem po celém území Protektorátu. Později, po získání dalšího cyklostylu, pracovaly už dvě tiskárny a dokonce se podařilo i rozmnožovat politickou literaturu jako materiál pro školení. V té době se činnost Předvoje dále rozrůstala. Navázal spojen í s velkou pražskou odbojovou organizací Pochodeň, dále s organizací Přehledy, Hostivickou skupinou a dalšími. Spolupracoval s odbojovými organizacemi v továrnách i s dílnou na výrobu falešných legitimací, které pomáhaly ohroženým odbojářům žít v ilegalitě.
Velký zájem o odbojovou činnost byl i mezi mládeží na středních školách, proto se vedení rozhodlo založit vlastní mládežnickou organizaci, pro kterou vydávalo časopis Boj mladých. Vycházel od května 1944 za redakčního vedení Karla Kosíka, Vratislava Holáta a Ivana Běliny.
Skupina se především snažila navázat spojením s vedením KSČ. Situace však byla v té době velmi složitá, třetí ústřední výbor byl téměř celý nacisty zlikvidován, zůstal pouze výsadkář vyslaný z Moskvy Rudolf Vetiška. Spojení s ním se Předvoji podařilo navázat v září 1943 a Karel Hiršl ho na schůzce informoval o činnosti Předvoje. Vetiška ji schválil a navrhl, aby se zaměřili také na mladé, kteří jsou „totálně nasazeni“ na práci v továrnách. Doporučil však, aby Předvoj pracoval samostatně a neudržoval s vedením strany stálé spojení. Tímto postojem byli členové Předvoje poněkud zklamáni. Bylo to však právě toto rozhodnutí, které jim zajistilo poměrně dlouhé období relativního bezpečí.
Rozsáhlá odbojová činnost nezůstala utajena gestapu, které mělo v té době řadu agentů i mezi odbojovým hnutím. Někteří se dokonce vydávali i za parašutisty nebo zmocněnce partyzánských velitelů. První, kdo se dostal do rukou gestapa v červnu 1943, byl Václav Dobiáš. Ačkoliv měl informace o všem podstatném, co se týkalo Předvoje, vydržel výslechy, nic neprozradil a tak získal Předvoj dalších pět měsíců pro svoji činnost. V. Dobiáš byl popraven ve cvikovské věznici v dubnu 1945.
V létě 1944 již Předvoj navázal spojení a odbojovými skupinami v Praze a jejím okolí, na Kladně v Plzni, Rokycanech, Říčanech, Pečkách, Bohdanči, Brně a okolí, Olomouci, Zlíně, Frenštátě pod Radhoštěm, Přerově, Písku a dalších místech (viz mapa v knize V. Mencla a O, Sládka Dny odvahy, str. 160, Svoboda, 1966). Významné bylo především spojení na příbramskou organizaci Prokop Holý, která se zaměřovala na sabotáže na železnici. Členové Předvoje museli neustále překonávat nejrůznější potíže s tiskárnami i distribucí, tiskárny bylo nutné často stěhovat, byl nedostatek materiálu, hlavně papíru. Přesto Předvoj vycházel. Vznikaly nové pobočky tiskáren v Pelhřimově, Brně a dalších místech a tím se zmenšilo nebezpečí při převozu. Celkem vyšlo osm čísel měsíčníku Předvoj, první v nákladu sto výtisků, druhé 500 a další již 1500 výtisků. Díky promyšlené distribuci četlo každé číslo až tisíc lidí.
Velké tažení proti Předvoji gestapo zahájilo v létě 1944. Především chtělo vypátrat, kdo je vůdčí osobností tak velké a dobře utajené organizace, dokonce předpokládalo, že by to mohl být Jan Šverma, prý tajně vysazený na naše území. První zatčený v této nové vlně byl Jiří Staněk. Když poznal, že je sledován, snažil se uprchnout, ale na Jiráskově mostě ho agenti gestapa postřelili a zatkli. Další byl Karel Šmirous, kterého byl Staněk navštívit. Následovalo zatýkání v Podskalské ulici. Po návratu z chaty v Lukách pod Medníkem byli před domem, kde bydlely sestry Kálalovy, zatčeni Karel Hiršl, Radovana Richta, Antonín Růžek a sestry Želmíra a Nataša Kálalovy. Odvlekli je na gestapo do Petschkova paláce, kde jim hned předvedli Jiřího Staňka, zbitého a zkrvaveného po dlouhých výsleších. V polovině ledna 1945 byli všichni převezeni do Malé pevnosti v Terezíně.
Činnost Předvoje to narušilo, ale nezničilo. Tíha celé organizace teď ležela na Janu Mojžíšovi, Edmundu Trachtovi a Jaromíru Mrkosovi. Trachta jezdil po Čechách, Mojžíš pracoval na Moravě. V listopadu 1944 se Předvoj odmlčel. Po říjnovém zatýkání vyšla v malém nákladu ještě dvě čísla časopisu. J. Mojžíš určil tyto výtisky gestapu, měly sloužit jako důkaz, že Předvoj dál existuje a jeho vedení nebylo zasaženo. Zbylí členové Předvoje tak chtěli pomoci svým zatčeným přátelům.
Rudolf Vetiška, poslední člen třetího ilegálního ÚV KSČ, byl zatčen v červenci 1944. Ale již na podzim se strana začala opět aktivizovat. Koncem roku byl vytvořen čtvrtý prozatímní ústřední výbor KSČ v čele s Josefem Smrkovským, který rozhodl vydávat od ledna 1945 jako ústřední orgán levicového odboje Rudé právo. Předvoj měl být zachován jako teoretický časopis.
Dva členové Předvoje, Alois Bauer a Vladimír Blažka, provedli 7. února 1945 v Brně úspěšnou diverzní odbojovou akci s cílem fyzické likvidace Augusta Gölzera, jednoho z velitelů brněnské organizace SS; šlo po Heydrichovi o druhého nejvyššího představitele SS, který byl v Česku zlikvidován.
Gestapo pokračovalo ve vyslýchání zatčených, stále hledalo vedoucí činitele. Uspělo až začátkem března 1945. Prostřednictvím agentů zjistilo a zatklo vedení KSČ pražského kraje a zlikvidovalo tiskárnu Rudého práva. Objevilo však také informace o Předvoji, včetně jmen jeho představitelů. Ihned byli zatčeni Jan Mojžíš a Jevgenij Šesták (Edmund Trachta byl na Pankráci již od ledna). Karel Hiršl a ostatní členové Předvoje byli denně převáženi z Terezína na Pankrác k novým a novým výslechům. Gestapo již nyní vědělo, koho vězní, identifikovalo i Karla Hiršla jako dříve záhadného „Hořejše“, o kterém vždy všichni mluvili jako o „vedoucím“. Situace vedení Předvoje byla beznadějná, proto vyslýchaní brali na sebe i vinu ostatních, aby je zachránili.
Válka už pomalu končila, Hitler byl mrtvý, spojenecká vojska se blížila k Berlínu. Přesto nacistické řádění neustávalo. V Terezíně se rozšířila epidemie skvrnitého tyfu. 1. května bylo na zásah Červeného kříže propuštěno na svobodu asi sto těžce nemocných vězňů, mezi nimi i Radovan Richta a Karel Kosík z Předvoje. 2. května přivezlo gestapo z Prahy seznam 70 vězňů, kteří měli být popraveni v tzv. „zvláštním řízení“, bez soudu. Kartotéky již byly v té době částečně zničené, takže popravených bylo „pouze“ 56, mezi nimi i Karel Hiršl, Jiří Staněk, Evžen Šesták, Jan Mojžíš a Edmund Trachta. Gestapo rozhodovalo o jejich smrti promyšleně, tito mladí byli vzdělaní a perspektivně nebezpeční, mohli se stát vůdci a příkladem pro ostatní. Šlo o jakousi destrukci budoucnosti.
Předvoj poměrně rychle sjednotil odbojové protifašistické skupiny z celého tehdejšího Protektorátu a stal se ve své době největší komunistickou odbojovou organizací na našem území. Údaje o počtu jeho členů a spolupracovníků jsou neúplné, odhadují se až na deset tisíc. Hodnocení činnosti Předvoje bylo však vždy problematické. Vedení komunistické strany vadilo, že hnutí vzniklo zdola, bez účasti oficiálního komunistického odboje, jevilo se jako málo komunistické, příliš svobodomyslné a málo organizované. Člen třetího ilegálního ÚV KSČ Rudolf Vetiška, který o odbojové činnosti napsal knihu Skok do tmy, také dostatečně nedocenil význam a činnost Předvoje, některé údaje v jeho knize, zvláště ty, které se týkají Předvoje, jsou zkreslené. Historici se o Předvoj začali více zajímat teprve v 60. letech, kdy vyšly dvě zásadní publikace Dny odvahy a Neohlížej se, zkameníš. Po sametové revoluci byl pohled na Předvoj opět zjednodušen – jako vše levicové, co souviselo s komunistickou stranou, byl Předvoj hodnocen převážně negativně.

## Citát
| „             | Hamleti a Don Quijoti jsou naši předkové. Tím je dáno, že je musíme překonávat – právě proto, že je milujeme… | “ |
| — Karel Hiršl | |   |